# 增味剂
增味剂，是食品行业日常使用最广泛的一类食品添加剂，其功效在于使零食、小吃、食物的味道更加鲜美，增加食客的食欲。由于不同地区的人文化不同，对味道的喜好也不同，因此各国家使用的增味剂不太一样，但大都离不开几个基本的增味剂，如谷氨酸钠等有机钠盐。